# Labeo seeberi
Labeo seeberi är en fiskart som beskrevs av John Dow Fisher Gilchrist och Thompson, 1911. Labeo seeberi ingår i släktet Labeo och familjen karpfiskar. IUCN kategoriserar arten globalt som starkt hotad. Inga underarter finns listade i Catalogue of Life.